# Arrastã
Arrastã (em árabe: الرستن; romaniz.: ar-Rastān) é uma cidade e distrito da Síria na província de Homs. De acordo com o censo de 2004, havia 39 834 habitantes. Ocupa o local da cidade de Aretusa (em grego: Ἀρέθουσα; romaniz.: Aréthousa) do Período Helenístico e ainda contém algumas ruínas. Continuou a existir como uma cidade relativamente pequena, mas estratégica, ao longo dos séculos. Está situada adjacentemente ao sul da grande ponte que liga Homs e Hama. É o local da represa de Arrastã e das principais pedreiras de marga da Síria.
Desde o início da Guerra Civil Síria até 2018, serviu como um grande reduto da oposição e foi o local de muitos combates entre as Forças Armadas da Síria e rebeldes de várias facções. O governo sírio retomou o controle da cidade em 15 de maio de 2018 como parte de um acordo que permitiu aos rebeldes e suas famílias passagem segura para partes controladas pelos rebeldes do norte da Síria em troca da rendição do território e de suas armas pesadas.

## História

### Período Clássico
Arrastã corresponde à antiga Aretusa. Estêvão de Bizâncio apenas mencionou que a cidade estava localizada na Síria. Apiano (Sir. 57), por conseguinte, afirmou que foi fundada por Seleuco I (r. 305–281 a.C.), fundador do Império Selêucida. As fontes clássicas alegam que Seleuco a nomeou em homenagem à cidade de Aretusa, ao norte da Calcídica, entre os rios Áxio e Estrimão. Em 64/3 a.C., quando o general Pompeu dissolveu o que restava do Império Selêucida, nomeou como filarco (rei) Samsigéramo I (r. 64–48 a.C.) e lhe concedeu o controle da cidade. Aretusa foi a primeira capital do Reino de Emesa, um vassalo da República Romana. Estrabão (XVI.2.10-11), ao mencionar a revolta de Quinto Cecílio Basso (46–44 a.C.), reafirmou que a cidade esteve em posse de Samsigéramo e seu filho Jâmblico I (r. 51/46–32 a.C.).
Warwick Ball propôs que foi no reinado de Jâmblico que Emesa (atual Homs) tornar-se-ia o centro religioso e político do reino, o que suscitaria o gradual declínio de Aretusa. Kevin Butcher, por outro lado, propôs que essa mudança ocorreu mais perto do fim do século I a.C., talvez como consequência do apoio a Marco Antônio durante a guerra civil contra Otaviano. Com a eventual vitória de Otaviano na Batalha de Ácio em 31 a.C., a cidade pode ter perdido seu estatuto de capital como punição. No século III, o imperador Aureliano (r. 270–275) passou pela cidade durante sua campanha contra Zenóbia (r. 260–272).